# Antônio Houaiss

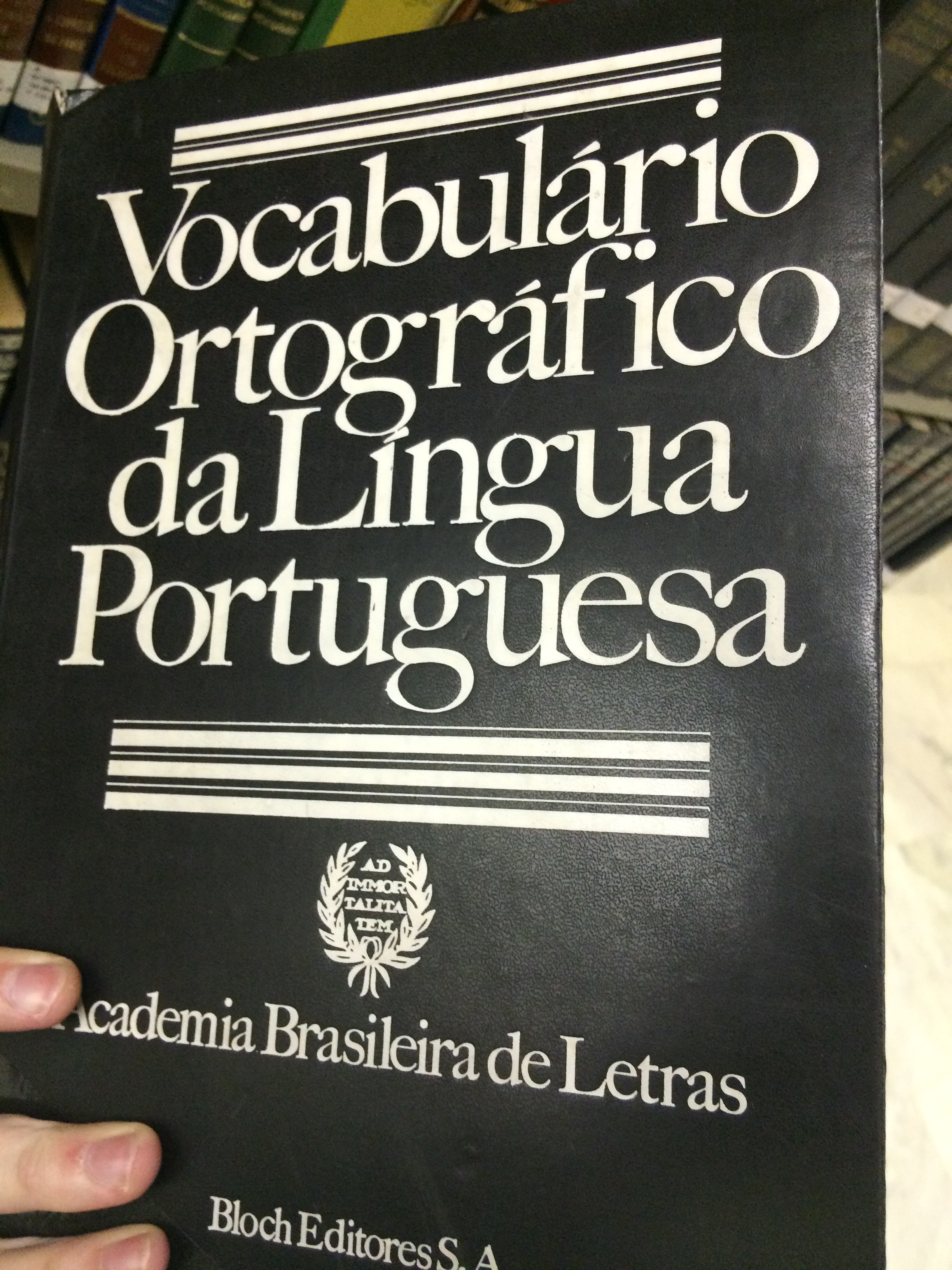
Edição do Vocabulário Ortográfico da Língua Portuguesa da Academia Brasileira de Letras que foi organizado por Houaiss.

Antônio Houaiss (Rio de Janeiro, 15 de outubro de 1915 – Rio de Janeiro, 7 de março de 1999) foi um destacado intelectual brasileiro — filólogo, crítico literário, tradutor, diplomata, enciclopedista e ministro da cultura do Brasil no governo Itamar Franco.
Houaiss era o quinto de sete filhos de um casal de imigrantes libaneses, Habib Assad Houaiss e Malvina Farjalla, radicados no Rio de Janeiro. Com dezesseis anos, começou a leccionar português, atividade que exerceu durante toda sua vida.
Autor de dezenove livros, Houaiss organizou e elaborou duas das enciclopédias mais importantes já feitas no Brasil, a Delta-Larousse e a Mirador Internacional. Publicou dois dicionários bilíngues inglês-português, organizou a primeira edição do Vocabulário Ortográfico da Língua Portuguesa (VOLP), da Academia Brasileira de Letras. Entre seus trabalhos de tradução está o romance Ulisses, de James Joyce. Ocupou diversos cargos importantes como presidente da Academia Brasileira de Letras, ministro da Cultura no governo do presidente Itamar Franco e membro da Academia das Ciências de Lisboa. A revista Veja chegou a defini-lo como o "maior estudioso das palavras da língua portuguesa nos tempos modernos".
Em fevereiro de 1986, iniciou o projeto do Grande dicionário Houaiss da língua portuguesa, seu magnum opus. Houve uma interrupção de cinco anos, por falta de recursos financeiros, de 1992 até março de 1997, quando então fundou o Instituto Antônio Houaiss de Lexicografia e Banco de Dados da Língua Portuguesa S/C Ltda., com Francisco Manoel de Mello Franco e Mauro de Salles Villar. Antônio Houaiss faleceu em 7 de março de 1999, sendo os trabalhos lexicográficos concluídos pelo Instituto, em dezembro de 2000. O Grande Dicionário Houaiss da Língua Portuguesa veio a lume em 2001.

## Pronúncia do nome Houaiss
Segundo fontes brasileiras e portuguesas, o sobrenome Houaiss é pronunciado, em português, "uáiss" — ou, em representação técnica, /ˈwajs/ ou /u.ˈajs/, no Alfabeto Fonético Internacional. O sobrenome, de origem libanesa, é grafado no Brasil de diversas formas, desde as formas aportuguesadas Uais ou Huais, à forma francesa Houaiss.

## Academia Brasileira de Letras
Houaiss foi o quinto ocupante da cadeira n.º 17 da Academia Brasileira de Letras, eleito em 1 de abril de 1971 na sucessão de Álvaro Lins. Foi recebido pelo acadêmico Afonso Arinos de Melo Franco em 27 de agosto de 1971, e recebeu os acadêmicos Antonio Callado e Sérgio Paulo Rouanet.

## Acordo ortográfico de 1990
O maior feito alcançado por Houaiss foi o Acordo ortográfico de 1990 da língua portuguesa, em que combinou suas duas carreiras — a de diplomata, membro do serviço exterior brasileiro, e a de linguista —, e o qual abordou seu ponto de vista internacional-esquerdista, criticado entre outros por Paulo Francis, um dos ideólogos do direitismo brasileiro. 

## Obras[6]

### Traduções
- O negro na literatura brasileira, de Raymond S. Sayers (1958).
- Ulisses, de James Joyce (1966).
- Os arcanos maiores da poesia surrealista e sua exaltação, seleção de José Pierre e Jean Shuster (1988).

### Obras originais, organizadas e em colaboração
- Tentativa de descrição do sistema vocálico do português culto na área carioca: dialectologia e ortofonia (1959).
- Crítica avulsa (1960).
- Seis poetas e um problema (1960).
- Sugestões para uma política da língua (1960).
- Introdução filológica às Memórias póstumas de Brás Cubas (1961).
- Novo dicionário Barsa das línguas inglesa e portuguesa (1964).
- Elementos de bibliologia (1967).
- Grande enciclopédia Delta Larousse (1970).
- Editoração hoje (1975).
- Enciclopédia Mirador Internacional (1976).
- Drummond mais seis poetas e um problema (1976).
- A defesa (1979).
- Estudos vários sobre palavras, livros e autores (1979).
- Pequeno dicionário enciclopédico Koogan Larousse (1979).
- The Exitus dictionary of the English and Portuguese languages (1979).
- Vocabulário ortográfico da língua portuguesa – VOLP (1981).
- Webster’s dicionário inglês-português (1982).
- A crise de nossa língua de cultura (1983).
- Brasil–URSS: 40 anos do estabelecimento de relações diplomáticas (1985).
- O português no Brasil – pequena enciclopédia da cultura brasileira (1985).
- Receitas rápidas (1985).
- A cerveja e seus mistérios (1986).
- Perfil do pensamento brasileiro (1988).
- Brasil: o fracasso do conservadorismo (1989).
- O que é língua? (1990).
- A nova ortografia da língua portuguesa (1991).
- Socialismo: vida, morte e ressurreição (1993).
- A modernidade do Brasil: conciliação ou ruptura? (1995).
- Grande dicionário Houaiss da língua portuguesa (póstumo, 2001).